# El Pueyo de Araguás
El Pueyo de Araguás (aragónul O Pueyo d'Araguás) település Spanyolországban, Huesca tartományban. El Pueyo de Araguás Aínsa-Sobrarbe, Labuerda, Puértolas, Laspuña, Plan és La Fueva községekkel határos. Lakosainak száma 171 fő (2024).

## Népesség
A település népessége az utóbbi években az alábbiak szerint változott:
| Lakosok száma | 154  | 151  | 159  | 153  | 154  | 145  | 152  | 161  | 168  | 171  |
|               | 2001 | 2004 | 2007 | 2009 | 2012 | 2014 | 2017 | 2019 | 2022 | 2024 |